# Турчаковский, Климент Иванович
Климент (Климентий) Иванович Турчаковский (1847 или 1850 — 1897) — русский педагог.

## Биография
Сын священника, родился в 1847 или 1850 году в селе Щасновка Волынской губернии. Окончил Житомирскую гимназию (1869) и Императорский Санкт-Петербургский университет со степенью кандидата (1873).
Преподавал в Череповецком реальном училище; затем учителем истории и географии в Кишиневской гимназии (1874—1878), а с 1878 года — в одесской Ришельевской гимназии. В 1880 году был назначен инспектором вновь открытой 4-классной Измаильской прогимназии, но в том же году подал в отставку по болезни. Лечился сначала у Н. И. Пирогова, затем — в Вене у Бильрота; после шести операций, лишившись левой ноги, вернулся к преподаванию в Ришельевской гимназии; также преподавал географию и коммерческую статистику в Одесском коммерческом училище.
Осенью 1884 года он был избран на вновь открывшуюся кафедру географии киевского университета Св. Владимира, но отказался от должности из-за новой болезни. Спустя два года он занял место инспектора в Уманской прогимназии и в том же году был утверждён её директором. В 1891 году он был назначен директором в Златопольскую гимназию, а в 1892 году — в шестиклассную Острогожскую прогимназию. В этой должности он умер 9 января 1897 года[по какому календарю?].
Турчаковский издал несколько хороших учебников географии; в 1888 году его «учебник начальной географии» (курсы I, II, III; Киев, 1886—1888) были удостоены малой премии императора Петра Великого; в 1879 году он перевёл с немецкого «Морфологию земной поверхности» Оскара Пешеля. Сотрудничал в педагогических изданиях; известны его статьи: «Генуэзские колонии в Крыму»; «Краткий очерк истории города Умани» («Киевская старина». — 1888; и отдельно); «Что нам нужно?» («Педагогический ежегодник». — 1896).